# Spilophorella papillata
Spilophorella papillata är en rundmaskart som beskrevs av Hans August Kreis 1929. Spilophorella papillata ingår i släktet Spilophorella och familjen Chromadoridae. Inga underarter finns listade i Catalogue of Life.